# Makhhan
Makhhan ou Makhan é um tipo de queijo produzido na Índia. Na verdade é uma variação de produção de outro queijo bastante comum da região, o paneer.